# 이시카리 진흥국
이시카리 진흥국(일본어: 石狩振興局 이시카리신코쿄쿠[*])은 2010년 4월 1일에 홋카이도의 이시카리 지청 대신 설치된 진흥국이다. 진흥국 소재지는 삿포로시 주오구이다. 광역 업무의 경우는 소라치 종합진흥국이 이 곳까지 관할한다.

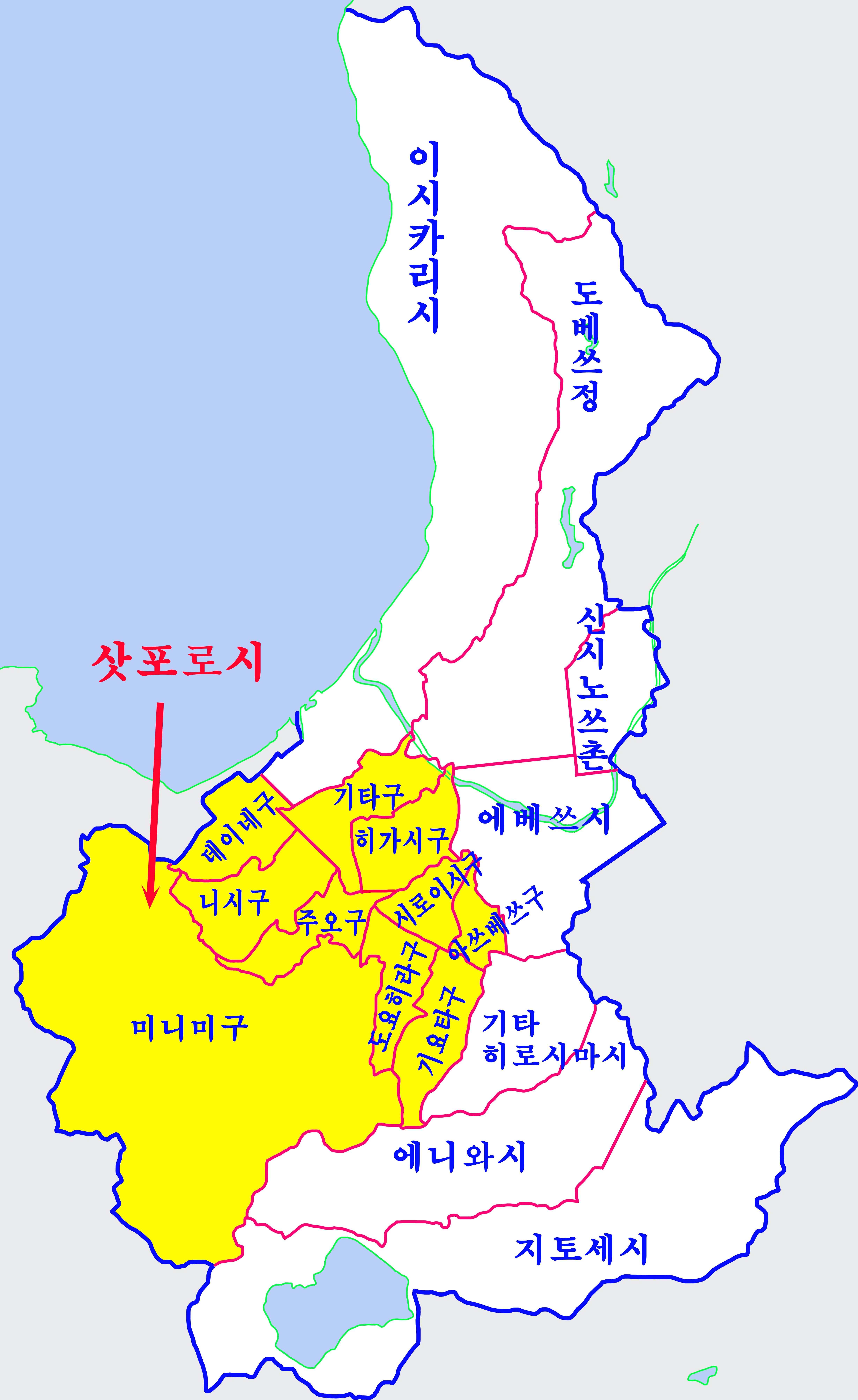

## 행정구역
- 삿포로시(札幌市)
  - 주오구(中央区) - 기타구(北区) - 히가시구(東区) - 시로이시구(白石区) - 아쓰베쓰구(厚別区) - 도요히라구(豊平区) - 미나미구(南区) - 니시구(西区) - 데이네구(手稲区) - 기요타구(清田区)
- 에베쓰시(江別市)
- 지토세시(千歲市)
- 에니와시(恵庭市)
- 기타히로시마시(北広島市)
- 이시카리시(石狩市)
- 이시카리군(石狩郡)
  - 도베쓰정(当別町) - 신시노쓰촌(新篠津村)